# The Gift Girl
The Gift Girl è un film muto del 1917 diretto e interpretato da Rupert Julian; tra gli altri interpreti, Louise Lovely, Emory Johnson, Wadsworth Harris, Fred Montague, Winter Hall, Rex De Rosselli.
La sceneggiatura di Elliott J. Clawson si basa su Marcel's Birthday Present, lavoro teatrale di H. R. Durant, di cui non si conosce alcuna data.

## Trama
Rokaia, una giovane orfana inglese, è cresciuta in mezzo ai maomettani. Quando la vogliono forzare a un matrimonio combinato con il mercante Malec, Rokaia fugge. Arrivata a Parigi, la giovane incontra il marchese de Tonquin, un vecchio libertino che le offre la sua protezione. Il figlio del marchese, Marcel, sta trascurando gli studi universitari preferendo dedicarsi ai piaceri di una vita da scapestrato. Il marchese manda Rokaia dal figlio, nella speranza che lei riuscirà a rimetterlo in riga. Ligio ai desideri del padre, Marcel tratta con grande rispetto la ragazza e presto se ne innamora. La loro felicità però è minacciata dall'arrivo di Malec, venuto per portare indietro Rokaia con la forza. Marcel, aiutato dai suoi compagni di studi, sventa i piani del mercante e Rokaia è libera di sposarsi con il giovane che ama.

## Produzione
Il film, prodotto dalla Bluebird Photoplays (Universal Film Manufacturing Company), venne girato negli Universal Studios, al 100 di Universal City Plaza, a Universal City.

## Distribuzione
Il copyright del film, richiesto dalla Bluebird Photoplays, Inc., fu registrato il 2 marzo 1917 con il numero LP10285. La sinossi inclusa nella descrizione del copyright era originariamente intitolata Marcel's Birthday Present o The Mistres.
Distribuito dalla Bluebird Photoplays (Universal Film Manufacturing Company), il film uscì nelle sale cinematografiche statunitensi il 26 marzo 1917.
Copia completa della pellicola si trova conservata negli archivi della Library of Congress di Washington.